# 路易士·芮登杜
路易士·芮登杜（西班牙語：Luis Rolando Redondo Guifarro；1973年3月20日—）是宏都拉斯的工程師與政治人物，2022年1月25日起擔任洪都拉斯国民议会議長。

## 生平
2004年芮登杜曾為宏都拉斯國家足球隊球迷俱樂部的會長，隨隊旅行各地，並結識了後來成為宏都拉斯第一副總統的薩爾瓦多·納斯拉亞。2010年與2014年世界盃芮登杜均隨隊同行。2011年他支持納斯拉亞成立反腐敗黨並投身政治，2013年宏都拉斯大選時參選科爾特斯省選區議員並順利當選。
2016年反腐敗黨內部出現分裂，納斯拉亞與瑪蓮娜·阿爾瓦倫加爭相成為2017年大選政黨提名的總統候選人，最後後者勝出，納斯拉亞則獲自由重建黨與創新與統一黨提名，芮登杜也退出反腐敗黨，加入創新與統一黨參選並獲連任。
2021年大選中納斯拉亞與自由重建黨的希奥玛拉·卡斯特罗結盟，擔任其副手競選，條件之一為雙方聯盟若獲國會多數，則國會議長應由救世主黨成員擔任。兩人隨後順利當選正副總統。12月23日納斯拉亞宣布支持芮登杜擔任國會議長，隔天卡斯特罗亦表支持，但1月22日選舉國會議長時，有18名自由重建黨的代表拒絕投票給救世主黨的路易士·芮登杜，而投給了自由重建黨的豪爾赫·卡利克斯。18名跑票的議員隨後被自由重建黨開除黨籍，後來卡利克斯放棄擔任議長，被開除的跑票議員皆同意改支持芮登杜擔任議長，並獲恢復黨籍。